# Il commissario Lanz
Il commissario Lanz (Die Chefin) è una serie televisiva tedesca di genere poliziesco creata da Orkun Ertener e prodotta da Wolfgang Cimera a partire dal 2012. Protagonista della serie, nel ruolo di Vera Lanz, è l'attrice Katharina Böhm; altri interpreti principali sono Jürgen Tonkel e Stefan Rudolf.
La serie al 2020 si compone di 11 stagioni per un totale di 65 episodi, della durata di 60 minuti ciascuno.
Il primo episodio, intitolato Enthüllung, fu trasmesso per la prima volta dall'emittente svizzera SRF 1 il 21 febbraio 2012. In Germania, la serie viene trasmessa dall'emittente televisiva ZDF: il primo episodio andò in onda il 24 febbraio 2012.
In Italia, la serie è stata trasmessa per la prima volta da Rai 2 a partire dall'estate 2014. Il primo episodio fu trasmesso in prima visione il 6 luglio 2014.

## Trama
Protagonista delle vicende è la squadra di polizia sezione omicidi di Monaco di Baviera, comandata dal commissario Vera Lanz, alla quale si affiancano il commissario Paul Bohmer e il commissario Jan Trompeter.
La Lanz dovrà indagare, tra l'altro, anche sulla tragica morte del marito.

## Episodi
| Stagione             | Episodi | Prima TV Germania/Svizzera | Prima TV Italia |
| -------------------- | ------- | -------------------------- | --------------- |
| Prima stagione       | 4       | 2012                       | 2014            |
| Seconda stagione     | 4       | 2013                       | 2014            |
| Terza stagione       | 4       | 2013                       | 2015            |
| Quarta stagione      | 7       | 2014                       | 2015-2016       |
| Quinta stagione      | 4       | 2015                       | 2016            |
| Sesta stagione       | 8       | 2016                       | 2016-2018       |
| Settima stagione     | 5       | 2016                       | 2019            |
| Ottava stagione      | 6       | 2017                       | 2018-2022       |
| Nona stagione        | 7       | 2018                       | 2021-2023       |
| Decima stagione      | 5       | 2019                       | 2023-2024       |
| Undicesima stagione  | 11      | 2020                       | 2024            |
| Dodicesima stagione  | 9       | 2021                       |                 |
| Tredicesima stagione | 9       | 2022-2023                  |                 |